# نارنگی (رنگ)

رنگ نارنگی که از نام میوه گرفته شده، یک رنگ نارنجی است.
یکی از iMacهای اولیه با طعم میوه که در سال ۱۹۹۹ منتشر شد، iMac Tangerine (به دلیل وجود شرکت رقیب Orange Micro، اپل نمی‌توانست آن را «نارنجی» بنامد).